# Torneo Interbritannico 1955
Il Torneo Interbritannico 1955 fu la sessantesima edizione del torneo di calcio conteso tra le Home Nations dell'arcipelago britannico. Il torneo fu vinto dall'Inghilterra.

## Risultati
| Data             | Luogo   | Squadra 1        | Risultato | Squadra 2        |
| ---------------- | ------- | ---------------- | --------- | ---------------- |
| 2 ottobre 1954   | Belfast | Irlanda del Nord | 0 - 2     | Inghilterra      |
| 16 ottobre 1954  | Cardiff | Galles           | 0 - 1     | Scozia           |
| 3 novembre 1954  | Glasgow | Scozia           | 2 - 2     | Irlanda del Nord |
| 10 novembre 1954 | Londra  | Inghilterra      | 3 - 2     | Galles           |
| 2 aprile 1955    | Londra  | Inghilterra      | 7 - 2     | Scozia           |
| 20 aprile 1955   | Belfast | Irlanda del Nord | 2 - 3     | Galles           |

## Classifica
| Pos | Squadra          | Pti | G | V | N | P | GF | GS |
| --- | ---------------- | --- | - | - | - | - | -- | -- |
| 1   | Inghilterra      | 6   | 3 | 3 | 0 | 0 | 12 | 4  |
| 2   | Scozia           | 3   | 3 | 1 | 1 | 1 | 5  | 9  |
| 3   | Galles           | 2   | 3 | 1 | 0 | 2 | 5  | 6  |
| 4   | Irlanda del Nord | 1   | 3 | 0 | 1 | 2 | 4  | 7  |